# Neoontelus bifurcatus
Neoontelus bifurcatus es una especie de coleóptero de la familia Cantharidae.

## Distribución geográfica
Habita en Nueva Zelanda.